# جان ولچلی
جان ولچلی (انگلیسی: John Welchli؛ ۶ مارس ۱۹۲۹ – ۲۳ مارس ۲۰۱۸) ورزشکار روئینگ اهل ایالات متحده آمریکا بود.
وی در مسابقات کشوری و بین‌المللی در مجموع برندهٔ ۱ مدال نقره شده‌است.